# Лозенградская операция
Лозенгра́дская опера́ция (болг. Лозенградска операция) или Кирк-Килисская битва (тур. Kırkkilise Muharebesi) — операция войск Болгарского царства против османской армии в начальный период Первой Балканской войны. Была первым крупным сражением в Восточной Фракии во время войны. Она проходила с 22 по 24 октября (с 9 по 11 октября по старому стилю) 1912 года.

## Развертывание сил
После того, как Болгария объявила войну Османской империи 18 октября 1912 года, она двинула свои Первую (командующий генерал-лейтенант Васил Кутинчев) и Вторую армии (под командованием генерал-лейтенанта Николы Иванова) к Эдирне. В то же время Третья армия (командующий генерал-лейтенант Радко Димитриев), чье нахождение в глубине района Ямбола, по-видимому, оставалось неизвестным османскому командованию, быстро двинулась на юг, пересекла границу и 21 октября неожиданно вступила в бои с османскими войсками к северу от Лозенграда. Османские войска перегруппировались и заняли оборону примерно в 15 км к северу от дороги Эдирне — Лозенград. В их состав входили несколько дивизий Восточной армии. На линии Муратчала — Кайпа, севернее Эдирне, были расположены 10-я пехотная дивизия и 1-я сводная дивизия, в районе Геккинли — Селиолу — части 4-го корпуса и 1-й корпус, а также отдельная кавалерийская дивизия и Измитская дивизия, а в районе Эскипулос — Эриклер — части 2-го и 3-го корпусов.

## Ход операции

#### Бои 22 октября
Напряженные бои Лозенградской операции начались 22 октября. На центральном участке у Гечкинли и Селиолу 1-й Софийской пехотной дивизии (командир генерал-майор Стефан Тошев) при поддержке кавалерийской дивизии и 4-й Преславской пехотной дивизии (командир генерал-майор Климент Бояджиев) в тяжелых боях удалось отразить османские части, отделив дивизии, прикрывавшие Эдирне, от основных сил у Лозенграда. В западном секторе у Мурачал-Кайпы 3-й Балканской пехотной дивизии (командир генерал-майор Иван Сарафов) удалось заблокировать попытку турецкого наступления. Это дало 4-й дивизии возможность дальнейшего развития болгарского наступления в центральной зоне, отбросив османские части от Эскиполоса до Петры. На восточном участке 5-я Дунайская пехотная дивизия (командир генерал-майор Павел Христов) также продвинулась на несколько километров южнее Эриклера.

#### Бои 23 октября
На второй день операции части 3-й болгарской армии продолжили наступление на Лозенград, преодолевая попытки сопротивления. Османское командование бросило в бой резервную 7-ю дивизию и ненадолго остановило наступление. После вступления в бой болгарских резервных частей, 3-й бригады 5-й дивизии и 2-й бригады 6-й пехотной дивизии, остававшихся в резерве (командующий генерал-майор Православ Тенев), массированная болгарская атака преодолела сопротивление турецких частей, которые в беспорядке отступили к Лозенграду, оставив земляные укрепления, созданные вокруг города. На западном участке османские части также отступили к Эдирне под натиском 3-й дивизии и 10-й сводной пехотной дивизии (командир генерал-майор Стою Брадистилов).

#### 24 октября
Утром 24 октября 3-я армия готовилась к окончательному взятию Лозенграда, но командование обнаружило, что основные силы турок отошли из города. В 11:30 болгарские части во главе с Радко Димитриевым вошли в Лозенград и были торжественно встречены местным болгарским населением.

## Результаты операции
В результате Лозенградской операции турки потеряли примерно 1000 убитых и 1500 взятых в плен. С болгарской стороны только 3-я армия потеряла 532 человека убитыми и 1420 ранеными. Помимо психологического эффекта первой болгарской победы в Восточной Фракии, успех Лозенградской операции реализовал и предварительные планы болгарского командования. Основные османские силы были отброшены на юг и отрезаны от крепости Эдирне, которую теперь можно эффективно осадить. В то же время задержка болгарских войск на несколько дней после взятия Лозенграда дала османскому командованию возможность отвести свои разрозненные части на новый оборонительный рубеж Люлебургаз — Бунархисар. Он также был взят болгарской армией во время Лулебургазско-Бунархисарской операции, но ценой больших потерь.